# 比利欽 (文尼察州)
48°57′12″N 27°29′26″E / 48.95333°N 27.49056°E
比利欽（羅馬化：Bilchyn）是烏克蘭的村落，位於該國西南部文尼察州日梅林卡區巴爾市鎮的村莊，面積2.11平方公里，海拔高度281米，2001年人口405，人口密度每平方公里192.22人。